# Only Son of the Fallen Snow
Only Son of the Fallen Snow is een nummer van de Britse indiefolkband Bear's Den uit 2019. Het is eerste single van hun gelijknamige vijfde ep.
"Only Son of the Fallen Snow" is een rustige folkballad met een dromerig geluid. Voor het nummer raakte frontman Andrew Davie geïnspireerd door de roman Winter van Ali Smith. Volgens Davie gaat het nummer over "iemand die terugkijkt op zijn eigen leven en zijn oude huis binnenloopt, een aantal cruciale momenten uit zijn leven herbeleeft en zich opnieuw verdiept in wie hij is als persoon en waar hij nu staat". Het nummer flopte in Bear's Dens thuisland het Verenigd Koninkrijk, maar werd wel een klein succesje in Vlaanderen, met een 13e positie in de tipparade.

## Tracklijst
- Muziekdownload

1. "Only Son of the Fallen Snow" - 4:33